# Golfech
Golfech är en kommun i departementet Tarn-et-Garonne i regionen Occitanien i södra Frankrike. Kommunen ligger i kantonen Valence som tillhör arrondissementet Castelsarrasin. År 2022 hade Golfech 1 010 invånare.

## Befolkningsutveckling
Antalet invånare i kommunen Golfech
| Referens: INSEE |